# قطعنامه ۶۰۹ شورای امنیت
قطعنامه ۶۰۹ شورای امنیت سازمان ملل متحد که در تاریخ ۲۹ ژانویه ۱۹۸۸ تصویب شد، سندی بین‌المللی دربارهٔ اسرائیل-لبنان است. این قطعنامه طی نشست ۲۷۸۸ام با ۱۵ رای موافق، ۰ مخالف و ۰ ممتنع تصویب شد.